# برگ-سور-سامبر
برگ-سور-سامبر (به فرانسوی: Bergues-sur-Sambre) یک کمون در فرانسه است که در ان (ا-دو-فرانس) واقع شده‌است.

## خصوصیات
برگ-سور-سامبر ۴٫۴۱ کیلومترمربع مساحت و ۲۰۷ نفر جمعیت دارد و ۱۷۲ متر بالاتر از سطح دریا واقع شده‌است.